# ويليام داونز
ويليام داونز (1843 في المملكة المتحدة - 1896 في نيوزيلندا) (بالإنجليزية: William Downes)‏ هو لاعب كريكت نيوزلندي.

## وصلات خارجية
- ويليام داونز على موقع إي آس بي آن كريك إنفو (الإنجليزية)